# Mistaken Point
Mistaken Point är en plats på ön Newfoundlands sydöstra del. Området är skyddat efter upptäckten av de hittills äldsta kända fossila lämningarna av flercelliga organismer. Dessa lämningar är cirka 30 miljoner år äldre än de lämningar som återfinns i den kambriska explosionen.